# جاك شيبرد
جاك شيبرد (بالإنجليزية: Jack Sheppard)‏ (4 مارس 1702 – 16 نوفمبر 1724) كان لصًا إنجليزيًا وهاربًا من السجن في اوائل القرن الثامن عشر في لندن. ولد في عائلة فقيرة. تعلم النجارة لكنه عزف عنها إلى السرقة والسطو في عام 1723، بعد أكثر من عام بقليل بعد اكتمال تدريبه.
أعتقل وادخل السجن خمس مرات في 1724 لكنه هرب أربع مرات من السجن، جاعلاً من نفسه شخصية عامة شهيرة بسوء السمعة، ومشهورًا بين الطبقات الفقيرة. في النهاية قبض عليه وأدين بجرائمه وشُنق في تيبرون، منهيًا حياته المهنية في السرقة في أقل من عامين. عدم استطاعة جوناثان وايلد «الجنرال  منهي اللصوص» السيطرة على اللص السيئ السمعة شيبارد ومعاناته من إصابات والتي أصابه بها زميل شيبارد «جوزيف بليك» أدت إلى نهايته
شيبارد كان مشهورا لمحاولاته الهروب من السجن. بيعت سيرة ذاتية له كتبها كاتب مجهول يعتقد أنه دانيل ديبوف. وتبعته بسرعة مسرحيات شهيرة. شخصية مكهيث في جون جاي أوبرا الشحاذ (1728) والتي بنيت على شخصية شيبارد، مبقية إياه في دائرة الأضواء لأكثر من مئة عام. عاد إلى الذاكرة العامة في عام 1840 حينما قام وليم هاريسون اينسورث بكتابة رواية بعنوان «جاك شيبرد» مع رسومات توضيحية من جورج كروكشانك. شهرة الرواية والخوف من أن سلوك شيبارد سيتم محاكاته، جعل السلطات ترفض إعطاء تصريح وتم منع الرواية من أن تتحول لمسرحية لأكثر من أربعية عامًا

## النشأة
ولد شيبارد في صف وايت، في سبيتالفيلدز في لندن. وقد عمد يوم 5 مارس، بعد اليوم الذي ولد فيه، في سانت دونستان، ستيبني، وذلك لخوف والديه من وفيات الأطفال الرضع ويرجع ذلك ربما لأن الرضع كانوا يولودون مرضى وضعفاء. سماه والده على أخيه الأكبر جون الذي توفي قبل أن يولد. في حياته عرف كجاك أو أحيانًا «الجنتلمن جاك» حتى. كان لديه شقيق الثاني، توماس، وأخت صغرى، ماري. توفي والدهم وهو نجار، في حين كان شيبارد صغيرا، وأخته توفيت بعد عامين من موت والدها.

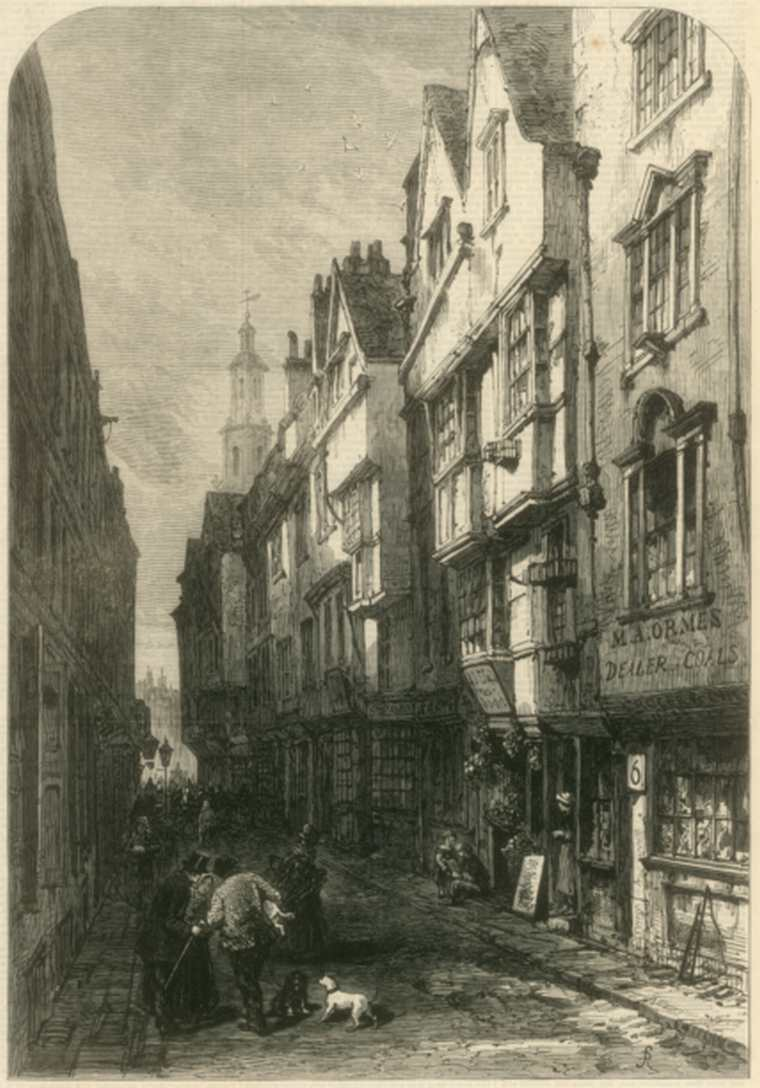
An engraving of Wych Street, from about 1870

## روابط خارجية
- جاك شيبرد على موقع الموسوعة البريطانية (الإنجليزية)
- جاك شيبرد على موقع إن إن دي بي (الإنجليزية)